# 캐논 EOS-1Ds

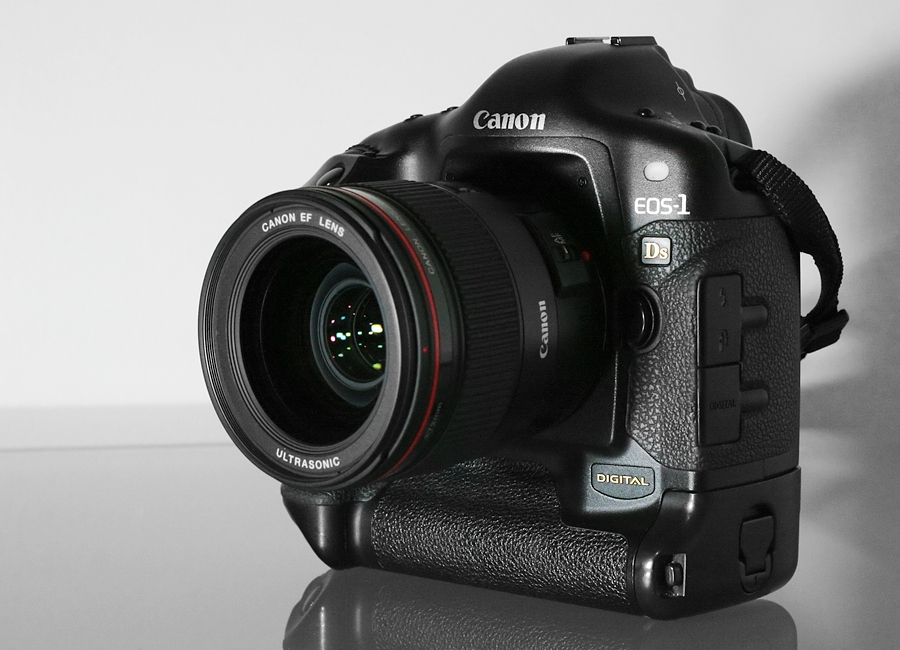
캐논 EOS-1Ds

캐논 EOS-1Ds(Canon EOS-1Ds)는 캐논의 풀 프레임 디지털 SLR 카메라이다. 후속 모델인 캐논 EOS-1Ds Mark II에 의해 대체되기 전까지 캐논 EOS 시리즈의 최상위 모델이었다. 1,110만 유효 화소 풀 프레임 (35.8 × 23.8 mm) CMOS 이미지 센서를 가지고 있다. 1Ds는 전문가용 카메라로서 세로 그립 일체형이며 방진, 방습 기능을 가지고 있다.
비슷한 시기의 캐논 EOS-1D와 비교했을 때, 화소수는 많으나 연속 촬영 속도가 떨어진다.

## 사진

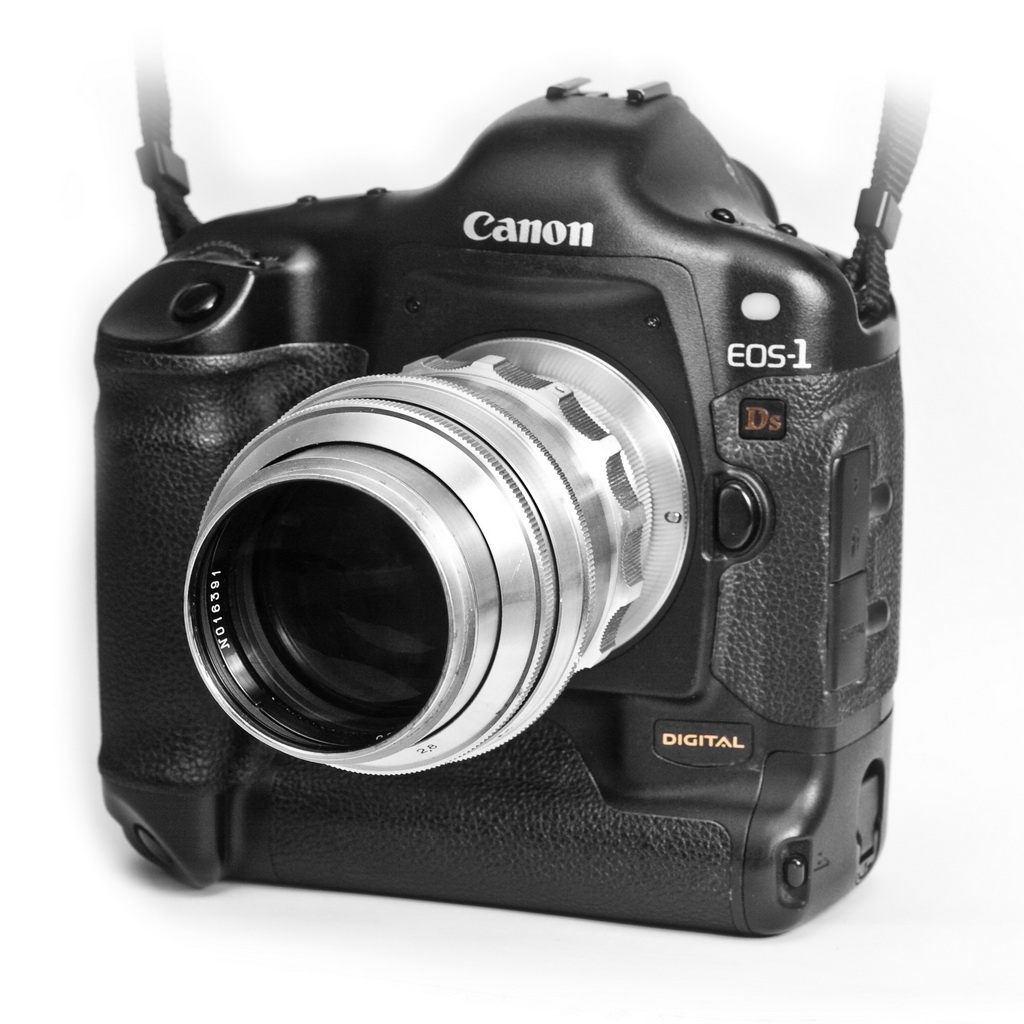
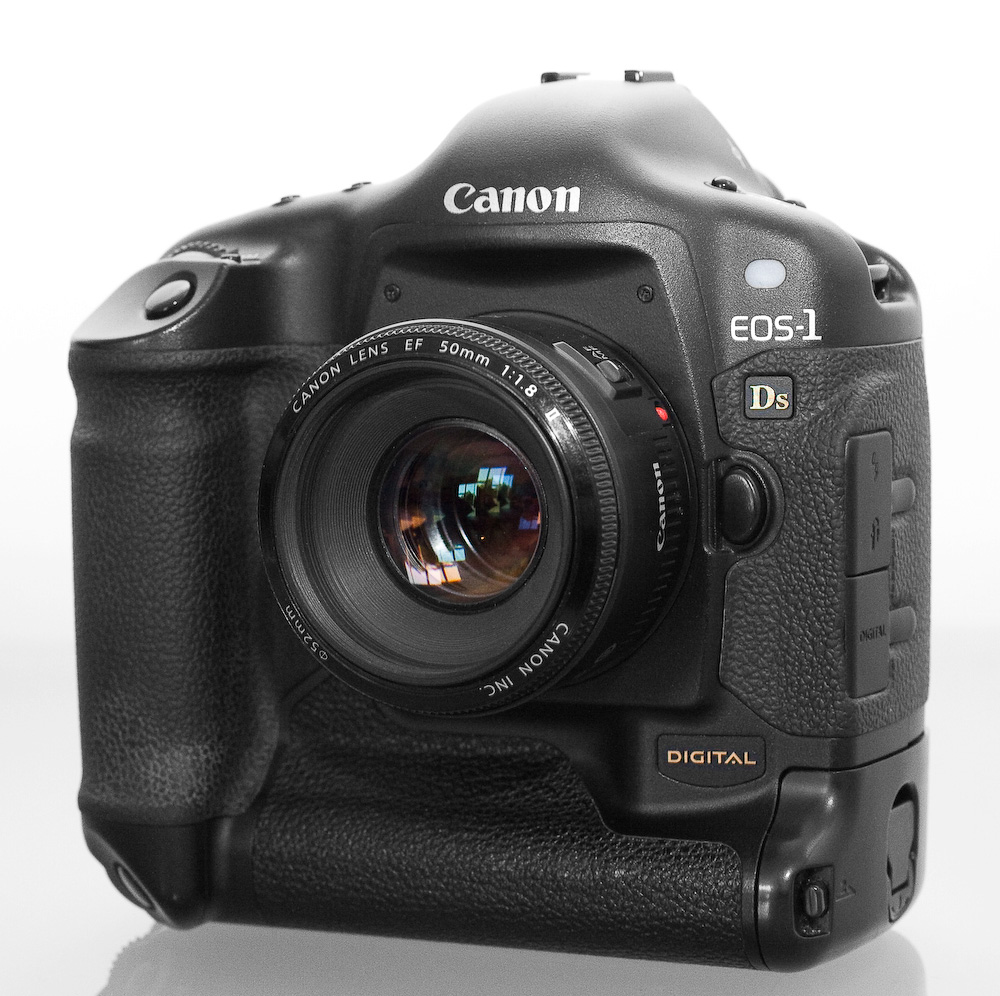

## 같이 보기
- 캐논
- 캐논 EOS
- 풀프레임 DSLR